# Lista spektakli Teatru Telewizji
Lista spektakli Teatru Telewizji – artykuł zawiera zestawienie wybranych (z lat 1953–2020) spektakli Teatru Telewizji, instytucji działająca w Telewizji Polskiej, zajmującej się produkcją i emisją telewizyjnych przedstawień teatralnych.
Pierwszy spektakl Teatru Telewizji został wyemitowany 6 listopada 1953 r., a w czasie swojej długoletniej działalności Teatr Telewizji wyprodukował ponad 4 tysiące spektakli.

## Lista 100 najlepszych przedstawień Teatru TV
| Autor tekstu oryginalnego   | Tytuł                                      | Reżyser                        | Data emisji | Długość spektaklu |
| --------------------------- | ------------------------------------------ | ------------------------------ | ----------- | ----------------- |
| Peter Shaffer               | Amadeus cz. I i II                         | Maciej Wojtyszko               | 1993-10-18  | b.d.              |
| Sławomir Mrożek             | Ambasador                                  | Erwin Axer                     | 1997-09-08  | 93 min.           |
| Janusz Głowacki             | Antygona w Nowym Jorku                     | Kazimierz Kutz                 | 1995-02-13  | 118 min.          |
| Jean Giraudoux              | Apollo z Bellac                            | Adam Hanuszkiewicz             | 1958-03-17  | b.d.              |
| Bruno Jasieński             | Bal manekinów                              | Janusz Warmiński               | 1979-10-08  | 105 min.          |
| Max Frisch                  | Biedermann i podpalacze                    | Erwin Axer                     | 1964-05-10  | 81 min.           |
| Fiodor Dostojewski          | Bracia Karamazow                           | Jerzy Krasowski                | 1969-03-24  | b.d.              |
| Stanisław Grochowiak        | Chłopcy                                    | Tadeusz Jaworski               | 1966-10-26  | 94 min.           |
| Edmond Rostand              | Cyrano de Bergerac                         | Krzysztof Zaleski              | 1981-02-23  | 108 min.          |
| Arthur Miller               | Czarownice z Salem                         | Zygmunt Hübner                 | 1979-03-06  | b.d.              |
| Aleksander Fredro           | Damy i huzary                              | Olga Lipińska                  | 1973-12-24  | 79 min.           |
| Tadeusz Różewicz            | Do piachu...                               | Kazimierz Kutz                 | 1990-09-24  | 97 min.           |
| Molier                      | Don Juan                                   | Leszek Wosiewicz               | 1996-01-31  | 91 min.           |
| Adam Mickiewicz             | Dziady cz.I i II                           | Konrad Swinarski               | 1983-10-31  | 96 min. i 93 min. |
| Tadeusz Kantor              | Dziś są moje urodziny                      | Tadeusz Kantor                 | 1992-04-09  | 78 min.           |
| Ferdinand Bruckner          | Elżbieta Królowa Anglii                    | Laco Adamík                    | 1984-11-12  | 153 min.          |
| Sławomir Mrożek             | Emigranci                                  | Kazimierz Kutz                 | 1995-09-25  | 129 min.          |
| August Strindberg           | Eryk XIV                                   | Jerzy Gruza                    | 1979-11-12  | 118 min.          |
| Witold Gombrowicz           | Ferdydurke                                 | Maciej Wojtyszko               | 1986-03-24  | 127 min.          |
| Ronald Harwood              | Garderobiany                               | Maciej Wojtyszko               | 1991-02-25  | b.d.              |
| Henrik Ibsen                | Hedda Gabler                               | Jan Świderski                  | 1974-12-09  | 106 min.          |
| Thomas Bernhard             | Immanuel Kant                              | Krystian Lupa                  | 1997-09-04  | 130 min.          |
| Tankred Dorst               | Ja, Feuerbach                              | Tadeusz Łomnicki               | 1990-03-26  | 91 min.           |
| Thomas Bernhard             | Kalkwerk                                   | Krystian Lupa                  | 1998-10-08  | 186 min.          |
| Bertolt Brecht              | Kariera Artura Ui                          | Jerzy Gruza                    | 1973-06-25  | 63 min.           |
| Tadeusz Różewicz            | Kartoteka rozrzucona                       | Kazimierz Kutz                 | 1998-11-30  | 84 min.           |
| Tadeusz Różewicz            | Kartoteka                                  | Krzysztof Kieślowski           | 1967-06-12  | 86 min.           |
| Tadeusz Różewicz            | Kartoteka                                  | Konrad Swinarski               | 1967-06-12  | b.d.              |
| Heinrich von Kleist         | Kasia z Heilbronnu                         | Jerzy Jarocki                  | 1995-12-13  | 105 min.          |
| Paul Barz                   | Kolacja na cztery ręce                     | Kazimierz Kutz                 | 1990-12-31  | 92 min.           |
| Juliusz Słowacki            | Kordian cz.I i II                          | Jan Englert                    | 1994-11-21  | 87 min. i 73 min. |
| Sławomir Mrożek             | Krawiec                                    | Michał Kwieciński              | 1997-12-15  | 84 min.           |
| Juliusz Słowacki            | Ksiądz Marek                               | Krzysztof Nazar                | 1998-01-26  | 88 min.           |
| Alfred de Musset            | Lorenzaccio                                | Laco Adamík, Agnieszka Holland | 1978-12-11  | 123 min.          |
| Stanisław Grochowiak        | Lęki poranne                               | Tomasz Zygadło                 | 1978-02-20  | 140 min.          |
| Bertolt Brecht, Kurt Weill  | Mahagonny                                  | Krzysztof Zaleski              | 1985-01-07  | b.d.              |
| Bertolt Brecht              | Matka Courage i jej dzieci                 | Lidia Zamkow                   | 1974-10-07  | b.d.              |
| Stanisław Ignacy Witkiewicz | Matka                                      | Jerzy Jarocki                  | 1976-02-16  | 87 min.           |
| Juliusz Słowacki            | Mazepa                                     | Gustaw Holoubek                | 1969-02-17  | 118 min.          |
| Sławomir Mrożek             | Miłość na Krymie                           | Erwin Axer                     | 1998-04-20  | 106 min.          |
| Michaił Bułhakow            | Molier, czyli zmowa świętoszków            | Maciej Wojtyszko               | 1981-05-25  | 115 min.          |
| Aleksander Fredro           | Mąż i żona                                 | Bohdan Korzeniewski            | 1973-04-23  | 82 min.           |
| Zygmunt Krasiński           | Nie-Boska komedia                          | Zygmunt Hübner                 | 1982-10-11  | 118 min.          |
| Tadeusz Kantor              | Niech sczezną artyści                      | Tadeusz Kantor                 | 1988-07-14  | 78 min.           |
| Karol Hubert Rostworowski   | Niespodzianka                              | Jan Świderski                  | 1978-01-30  | 90 min.           |
| Tadeusz Kantor              | Nigdy tu już nie powrócę                   | Tadeusz Kantor                 | 1990-04-19  | 80 min.           |
| August Strindberg           | Ojciec                                     | Jan Maciejowski                | 1991-11-18  | 123 min.          |
| Jędrzej Kitowicz            | Opis obyczajów, czyli jak zwyczajnie...    | Mikołaj Grabowski              | 1991-04-11  | 100 min.          |
| Christopher Hampton         | Opowieści Hollywoodu                       | Kazimierz Kutz                 | 1987-02-22  | 140 min.          |
| Samuel Beckett              | Ostatnia taśma                             | Antoni Libera                  | 1989-01-26  | 54 min.           |
| Nikołaj Gogol               | Ożenek                                     | Ewa Bonacka                    | 1976-12-27  | 89 min.           |
| Adam Mickiewicz             | Pan Tadeusz                                | Adam Hanuszkiewicz             | 1970-10-18  | 50 min.           |
| Jan Potocki                 | Parady                                     | Krzysztof Zaleski              | 1978-09-15  | 55 min.           |
| Sławomir Mrożek             | Portret                                    | Kazimierz Dejmek               | 1990-06-25  | 112 min.          |
| William Shakespeare         | Poskromienie złośnicy                      | Zygmunt Hübner                 | 1971-04-12  | 84 min.           |
| George Bernard Shaw         | Profesja pani Warren                       | Aleksander Bardini             | 1971-01-04  | b.d.              |
| Tadeusz Różewicz            | Pułapka                                    | Stanisław Różewicz             | 1990-12-10  | 114 min.          |
| Anton Czechow               | Płatonow                                   | Andrzej Domalik                | 1992-11-09  | 157 min.          |
| Nikołaj Gogol               | Rewizor                                    | Jerzy Gruza                    | 1977-12-05  | 106 min.          |
| William Shakespeare         | Ryszard III                                | Feliks Falk                    | 1989-12-11  | 157 min.          |
| Nikołaj Erdman              | Samobójca                                  | Kazimierz Kutz                 | 1989-04-24  | 149 min.          |
| Juliusz Słowacki            | Sen srebrny Salomei                        | Krzysztof Nazar                | 1995-02-20  | 119 min.          |
| Joseph Conrad               | Spiskowcy                                  | Zygmunt Hübner                 | 1987-02-09  | 107 min.          |
| György Spiró                | Szalbierz                                  | Tomasz Wiszniewski             | 1991-01-21  | 105 min.          |
| Tennessee Williams          | Szklana menażeria                          | Jerzy Antczak                  | 1963-12-02  | 105 min.          |
| Witold Gombrowicz           | Trans-Atlantyk                             | Mikołaj Grabowski              | 1991-03-04  | 142 min.          |
| Anton Czechow               | Trzy opowiadania                           | Georgij Towstonogow            | 1966-01-02  | 48 min.           |
| Anton Czechow               | Trzy siostry                               | Aleksander Bardini             | 1974-11-25  | 128 min.          |
| Ugo Betti                   | Trąd w pałacu sprawiedliwości              | Gustaw Holoubek                | 1970-05-18  | 103 min.          |
| Stanisław Ignacy Witkiewicz | W małym dworku                             | Zygmunt Hübner                 | 1970-05-25  | 73 min.           |
| Adolf Nowaczyński           | Wielki Fryderyk                            | Józef Gruda                    | 1981-10-26  | 135 min.          |
| Tadeusz Kantor              | Wielopole, Wielopole                       | Tadeusz Kantor                 | 1984-03-27  | 86 min.           |
| Friedrich Dürrenmatt        | Wizyta starszej pani                       | Jerzy Gruza                    | 1971-05-10  | 85 min.           |
| Anton Czechow               | Wujaszek Wania                             | Aleksander Bardini             | 1980-03-24  | 120 min.          |
| Stanisław Wyspiański        | Wyzwolenie                                 | Konrad Swinarski               | 1980-01-21  | 142 min.          |
| Joseph Kesselring           | Arszenik i stare koronki                   | Maciej Englert                 | 1975-12-11  | 71 min.           |
| Adam Mickiewicz             | Dziady cz.I i II                           | Jan Englert                    | 1997-11-01  | 93 min. i 88 min. |
| William Shakespeare         | Hamlet (IV)                                | Andrzej Wajda                  | 1992-01-27  | 154 min.          |
| Gabriela Zapolska           | Ich czworo                                 | Tomasz Zygadło                 | 1977-01-31  | 81 min.           |
| Johann Wolfgang von Goethe  | Ifigenia w Taurydzie                       | Erwin Axer                     | 1965-02-08  | b.d.              |
| Jan Drda                    | Igraszki z diabłem                         | Tadeusz Lis                    | 1980-01-14  | 90 min.           |
| Witold Gombrowicz           | Iwona, księżniczka Burgunda                | Zygmunt Hübner                 | 1987-09-24  | 110 min.          |
| Raymond Chandler            | Kłopoty to moja specjalność                | Marek Piwowski                 | 1978-02-02  | 60 min.           |
| Molier                      | Mieszczanin szlachcicem                    | Jerzy Gruza                    | 1969-12-26  | b.d.              |
| Zdzisław Skowroński         | Mistrz                                     | Jerzy Antczak                  | 1972-10-06  | 77 min.           |
| Gabriela Zapolska           | Moralność pani Dulskiej                    | Tomasz Zygadło                 | 1992-03-23  | 119 min.          |
| Stanisław Wyspiański        | Noc listopadowa                            | Andrzej Wajda                  | 1978-04-03  | 108 min.          |
| William Shakespeare         | Otello                                     | Andrzej Chrzanowski            | 1984-11-26  | 135 min.          |
| Franz Kafka                 | Proces                                     | Laco Adamík, Agnieszka Holland | 1980-11-16  | 119 min.          |
| Ivo Brešan                  | Przedstawienie Hamleta we wsi Głucha Dolna | Olga Lipińska                  | 1987-03-09  | 114 min.          |
| Gaston Salvatore            | Stalin                                     | Kazimierz Kutz                 | 1992-03-02  | 137 min.          |
| Stanisław Wyspiański        | Warszawianka                               | Andrzej Łapicki                | 1978-05-15  | 51 min.           |
| Fiodor Dostojewski          | Zbrodnia i kara                            | Andrzej Wajda                  | 1987-04-13  | 126 min.          |
| Aleksander Fredro           | Zemsta                                     | Jan Świderski                  | 1972-12-25  | 101 min.          |
| Aleksander Fredro           | Śluby panieńskie                           | Andrzej Łapicki                | 1996-09-09  | 112 min.          |
| Pedro Calderón de la Barca  | Życie jest snem                            | Jerzy Jarocki                  | 1988-01-11  | 118 min.          |
| Aleksandr Gelman            | Ławeczka                                   | Maciej Wojtyszko               | 1988-10-03  | 80 min.           |
| Witold Gombrowicz           | Ślub                                       | Jerzy Jarocki                  | 1992-12-07  | 167 min.          |
| Arthur Miller               | Śmierć komiwojażera                        | Kazimierz Karabasz             | 1980-07-13  | b.d.              |
| Molier                      | Świętoszek                                 | Zygmunt Hübner                 | 1971-02-08  | 91 min.           |

## Lata 50. XX wieku
W „Złotej setce Teatru Telewizji” znalazł się tylko 1 spektakl Teatru Telewizji z lat 50. XX wieku: Apollo z Bellac Jeana Giraudoux w reż. Adama Hanuszkiewicza z 1958 roku.

## Lata 60. XX wieku
W „Złotej setce Teatru Telewizji” znalazło się 9 spektakli Teatru Telewizji z lat 60. XX wieku:
Szklana menażeria Tennessee Williamsa w reż. Jerzego Antczaka z 1963 roku,
2 spektakle reżyserowane przez Erwina Axera Biedermann i podpalacze Maxa Frischa z 1964 r. i Ifigenia w Taurydzie Goethego z 1965 r., Chłopcy S. Grochowiaka w reż. Tadeusza Jaworskiego z 1966 r.,
Trzy opowiadania Czechowa w reż. Georgija Towstonogowa z 1966 r., Kartoteka Różewicza w reż. Konrada Swinarskiego z 1967 r., Mazepa Słowackiego w reż. Gustawa Holoubka z 1969 r.,
Mieszczanin szlachcicem Moliera w reż. Jerzego Gruzy z 1969 r. i Bracia Karamazow Dostojewskiego w reż. Jerzego Krasowskiego także z 1969 roku.

## Lata 70. XX wieku
W „Złotej setce Teatru Telewizji” znalazło się aż 31 spektakli Teatru Telewizji z lat 70. XX wieku:
- 4 spektakle wyreżyserowane przez Jerzego Gruzę: Eryk XIV Augusta Strindberga (1979), Kariera Artura Ui Bertolta Brechta (1973), Wizyta starszej pani Friedricha Dürrenmatta (1971) i Rewizor Nikołaja Gogola (1977)
- 4 spektakle wyreżyserowane przez Zygmunta Hübnera: Czarownice z Salem Arthura Millera (1978), Świętoszek Moliera (1971), W małym dworku Stanisława Ignacego Witkiewicza (1970) i Poskromienie złośnicy Williama Szekspira (1971)
- 3 spektakle wyreżyserowane przez Jana Świderskiego: Zemsta Aleksandra Fredry (1972), Hedda Gabler Henrika Ibsena (1974) i Niespodzianka Karola Huberta Rostworowskiego (1978)
- 2 spektakle wyreżyserowane przez Tomasza Zygadło: Ich czworo Gabrieli Zapolskiej (1977) i Lęki poranne Stanisława Grochowiaka (1978)
- 2 spektakle wyreżyserowane przez Aleksandra Bardiniego: Profesja pani Warren George’a Bernarda Shaw (1971) i Trzy siostry Czechowa (1974).

Pozostałe wyróżnione spektakle to:
- Pan Tadeusz w reż. Adama Hanuszkiewicza z 1970 roku,
- Noc listopadowa Wyspiańskiego w reż. Andrzeja Wajdy z 1978 roku,
- Warszawianka tego samego autora w reż. Andrzeja Łapickiego z 1978 roku,
- Mąż i żona Fredry w reż. Bohdana Korzeniewskiego z 1973 roku,
- Ożenek Gogola w reż. Ewy Bonackiej z 1976 roku,
- Trąd w pałacu sprawiedliwości w reż. Gustaw Holoubek z 1970 roku,
- Bal manekinów Bruno Jasieńskiego w reż. Janusza Warmińskiego z 1979 roku,
- Mistrz Zdzisława Skowrońskiego w reż. Jerzego Antczaka z 1972 roku,
- Matka w reż. Witkacego Jerzego Jarockiego z 1976 roku,
- Kartoteka Różewicza w reż. Krzysztofa Kieślowskiego z 1979 roku,
- Parady Potockiego w reż. Krzysztofa Zaleskiego z 1978 roku,
- Lorenzaccio Musseta w reż. Laco Adamíka i Agnieszki Holland z 1978 roku,
- Matka Courage Brechta w reż. Lidii Zamkow z 1974 roku,
- Arszenik i stare koronki w reż. Macieja Englerta z 1975 roku,
- Kłopoty to moja specjalność Chandlera w reż. Mareka Piwowskiego z 1978 roku i
- Damy i huzary Fredry w reż. OLgi Lipińskiej z 1973 roku.

## Lata 80. XX wieku
W „Złotej setce Teatru Telewizji” znalazły się aż 23 spektakle Teatru Telewizji z lat 80. XX wieku:
- 3 spektakle wyreżyserowane przez Zygmunta Hübnera: Spiskowcy Conrada (1987), Iwona, księżniczka Burgunda Gombrowicza (1987) i Nie-Boska komedia Krasińskiego (1982)
- 3 spektakle wyreżyserowane przez Macieja Wojtyszko: Molier, czyli zmowa świętoszków Bułhakowa (1981), Ferdydurke Gombrowicza (1985) i Ławeczka Gelmana (1987).
- 2 spektakle wyreżyserowane przez Tadeusza Kantora: Wielopole, Wielopole (1984) i Niech sczezną artyści (1988)
- 2 spektakle wyreżyserowane przez Kazimierza Kutza: Opowieści Hollywoodu Hampton (1986) i Samobójca Erdmana (1989)
- 2 spektakle wyreżyserowane przez Krzysztofa Zaleskiego: Mahagonny Brechta i Weilla (1985) i Cyrano de Bergerac Rostanda (1981)

Pozostałe wyróżnione spektakle to:
Igraszki z diabłem Drdy w reż. Tadeusz Lis (1980), Otello Szekspira w reż. Andrzej Chrzanowski (1981), Wielki Fryderyk Nowaczyńskiego w reż. Józefa Grudy (1981), mickiewiczowskie Dziady cz. I i II w reż. Konrada Swinarskiego (1983), Elżbieta Królowa Anglii Ferdinand Bruckner w reż. Laco Adamíka (1984), Przedstawienie Hamleta we wsi Głucha Dolna Ivo Brešana w reż. Olgi Lipińskiej (1985), Śluby panieńskie Fredry w reż. Andrzeja Łapickiego (1986), Zbrodnia i kara Dostojewskiego w reż. Andrzeja Wajdy (1987), Życie jest snem Pedro Calderóna de la Barki w reż. Jerzego Jarockiego (1987), Ostatnia taśma Becketta w reż. Antoniego Libery (1989), Ryszard III Szekspira w reż. Feliksa Falka (1989).

## Lata 90. XX wieku
W „Złotej setce Teatru Telewizji” znalazło się najwięcej spektakli (33) Teatru Telewizji z lat 90. XX wieku:
6 spektakli w reż. Kazimierza Kutza:
- Antygona w Nowym Jorku Głowackiego
- Do piachu... i Kartoteka rozrzucona Różewicza
- Emigranci Mrożka
- Kolacja na cztery ręce Barza
- Stalin Gaston Salvatore(inne języki)

2 spektakle w reż. Erwina Axera:
- Ambasador i
- Miłość na Krymie Mrożka

2 spektakle w reż. Jana Englerta
- Dziady cz.I i II Mickiewicza
- Kordian cz.I i II Słowackiego

2 spektakle w reż. Jerzego Jarockiego:
- Kasia z Heilbronnu Heinricha von Kleista
- Ślub Gombrowicza

2 spektakle w reż. Krystiana Lupy:
- Immanuel Kant i
- Kalkwerk Thomasa Bernharda

2 spektakle w reż. Krzysztofa Nazara:
- Ksiądz Marek i
- Sen srebrny Salomei Słowackiego

2 spektakle w reż. Macieja Wojtyszki:
- Amadeus cz. I i II Petera Shaffera
- Garderobiany Ronalda Harwooda

2 spektakle w reż. Tadeusza Kantora:
- Dziś są moje urodziny
- Nigdy tu już nie powrócę

2 spektakle w reż. Mikołaja Grabowskiego:
- Opis obyczajów, czyli jak zwyczajnie... Jędrzeja Kitowicza
- Trans-Atlantyk Witolda Gombrowicza

Pozostałe nagrodzone spektakle to: Płatonow Antona Czechowa w reż. Andrzeja Domalika, Hamlet Szekspira w reż. Andrzeja Wajdy, Ojciec Strindberga w reż. Jana Maciejowskiego, Portret Mrożka w reż. Kazimierza Dejmka, Don Juan Moliera w reż. Leszka Wosiewicza, Krawiec Mrożka w reż. Michała Kwiecińskiego, Pułapka Tadeusza Różewicza w reż. St. Różewicza, Ja, Feuerbach Dorsta w reż. Tadeusza Łomnickiego, Szalbierz György Spiró w reż. Tomasza Wiszniewskiego, Moralność pani Dulskiej Zapolskiej w reż. Tomasza Zygadły.

## Lata 2000–2009
Spektakle nagrodzone:
- 10 pięter (Cezary Harasimowicz, reż. Witold Adamek, prod. 2000, emisja 2000-09-04)
  - 1999 – konkurs Teatru Telewizji na utwór dramatyczny, I Nagroda – Cezary Harasimowicz
- Skarb (Olga Tokarczuk, reż. Piotr Mularuk, prod. 2000, emisja 2000-12-03)
  - 1999 – konkurs Teatru Telewizji na utwór dramatyczny, II Nagroda – Olga Tokarczuk
- Mizerykordia (Jerzy Niemczuk, reż. Andrzej Zaorski, prod. 2000, emisja 2000-09-11)
  - 1999 – konkurs Teatru Telewizji na utwór dramatyczny, Wyróżnienie – Jerzy Niemczuk
- Grzechy starości (Maciej Wojtyszko, reż. Maciej Wojtyszko, prod. 2000, emisja 2000-12-04)
  - 1999 – konkurs Teatru Telewizji na utwór dramatyczny, Wyróżnienie – Maciej Wojtyszko
- Przetarg (Paweł Mossakowski, reż. Krzysztof Babicki, prod. 2000, emisja 2000-11-06)
  - 1999 – konkurs Teatru Telewizji na utwór dramatyczny, Wyróżnienie – Paweł Mossakowski
- Kuracja (Jacek Głębski, reż. Wojciech Smarzowski, prod. 2001, emisja 2001-03-11)
  - 2002 – „Laur Konrada”, Ogólnopolski Festiwal Sztuki Reżyserskiej „Interpretacje”, Katowice
  - 2002 – Grand Prix Festiwal Teatru Polskiego Radia i Teatru Telewizji Polskiej „Dwa Teatry” – Wojciech Smarzowski, za adaptację i reżyserię
- Miś Kolabo (Piotr Kokociński, reż. Ryszard Bugajski, prod. 2001, emisja 2001-11-26)
  - 2002 – Nagroda za oryginalny polski tekst dramatyczny, Festiwal Teatru Polskiego Radia i Teatru Telewizji Polskiej „Dwa Teatry” – Piotr Kokociński
- Czwarta siostra (Janusz Głowacki, reż. Agnieszka Glińska, prod. 2002, emisja 2003-04-06)
  - 2003 – Grand Prix Festiwal Teatru Polskiego Radia i Teatru Telewizji Polskiej „Dwa Teatry”
  - 2003 – Lato Filmów, Kazimierz Dolny, Nagroda dla najlepszego spektaklu Teatru TV

## Lata 2010–2019
Spektakle nagrodzone:
- Powidoki reż. Maciej Wojtyszko (rok prod. 2009, emisja 2011-02-28)
  - 2010: Festiwal Teatru Polskiego Radia i Teatru Telewizji Polskiej „Dwa Teatry[2]

## Lata 20. XXI wieku
| Autor tekstu oryginalnego | Tytuł                         | Reżyseria                  | Data i czas emisji spektaklu | W rolach głównych                                                                                                  |
| ------------------------- | ----------------------------- | -------------------------- | ---------------------------- | --- |
| Aleksander Fredro         | Zemsta                        | Redbad Klynstra-Komarnicki | 2020-03-23 94 min.           | Michał Czernecki Grzegorz Mielczarek Rafał Zawierucha Alicja Karluk                                                |
| Krzysztof Kędziora        | Wykapany zięć                 | Paweł Szkotak              | 2020-06-01 89 min.           | Beata Ziejka Piotr Lauks Karolina Krawczyńska Barbara Szcześniak Jakub Kotyński                                    |
| Wiesław Myśliwski         | Widnokrąg                     | Michał Kotański            | 2020-03-24 127 min.          | Wojciech Niemczyk Joanna Kasperek Edward Janaszek Janusz Głogowski Beata Wojciechowska                             |
|                           | Powołanie                     | Paweł Woldan               | 2020-05-18 75 min.           | Józef Pawłowski Adam Woronowicz Adrianna Chlebicka Przemysław Stippa Piotr Głowacki                                |
| Jan Parys/Jacek Suchecki  | Negocjator                    | Jarosław Żamojda           | 2020-02-10 79 min.           | Sławomir Orzechowski Piotr Polk Wojciech Solarz                                                                    |
| Jan Drda                  | Igraszki z diabłem            | Artur „Baron” Więcek       | 2020-01-13 96 min.           | Monika Frajczyk Paulina Kondrak Michał Majnicz Dariusz Gnatowski Jerzy Trela                                       |
| Magdalena Wołłejko        | Duet, czyli recepta na miłość | Adam Sajnuk                | 2020-02-17 63 min.           | Emilia Komarnicka-Klynstra Wojciech Solarz                                                                         |
| Wojciech Tomczyk          | Bezkrólewie                   | Jerzy Machowski            | 2020-04-27 73 min.           | Krzysztof Szczepaniak Edyta Januszewska Andrzej Mastalerz Joanna Jeżewska Redbad Klynstra-Komarnicki Marcin Kwaśny |
| Kazimierz Brandys         | Inkarno                       | Lena Frankiewicz           | 2020-01-27 76 min.           | |
| Platon                    | Kriton. Próba czytania        | Dariusz Karłowicz          | 2020-03-01 43 min.           | |
|                           | Żniwa                         | Igor Gorzkowski            | 2020-04-28 62 min.           | |